# St. Georg (Auernheim bei Neresheim)

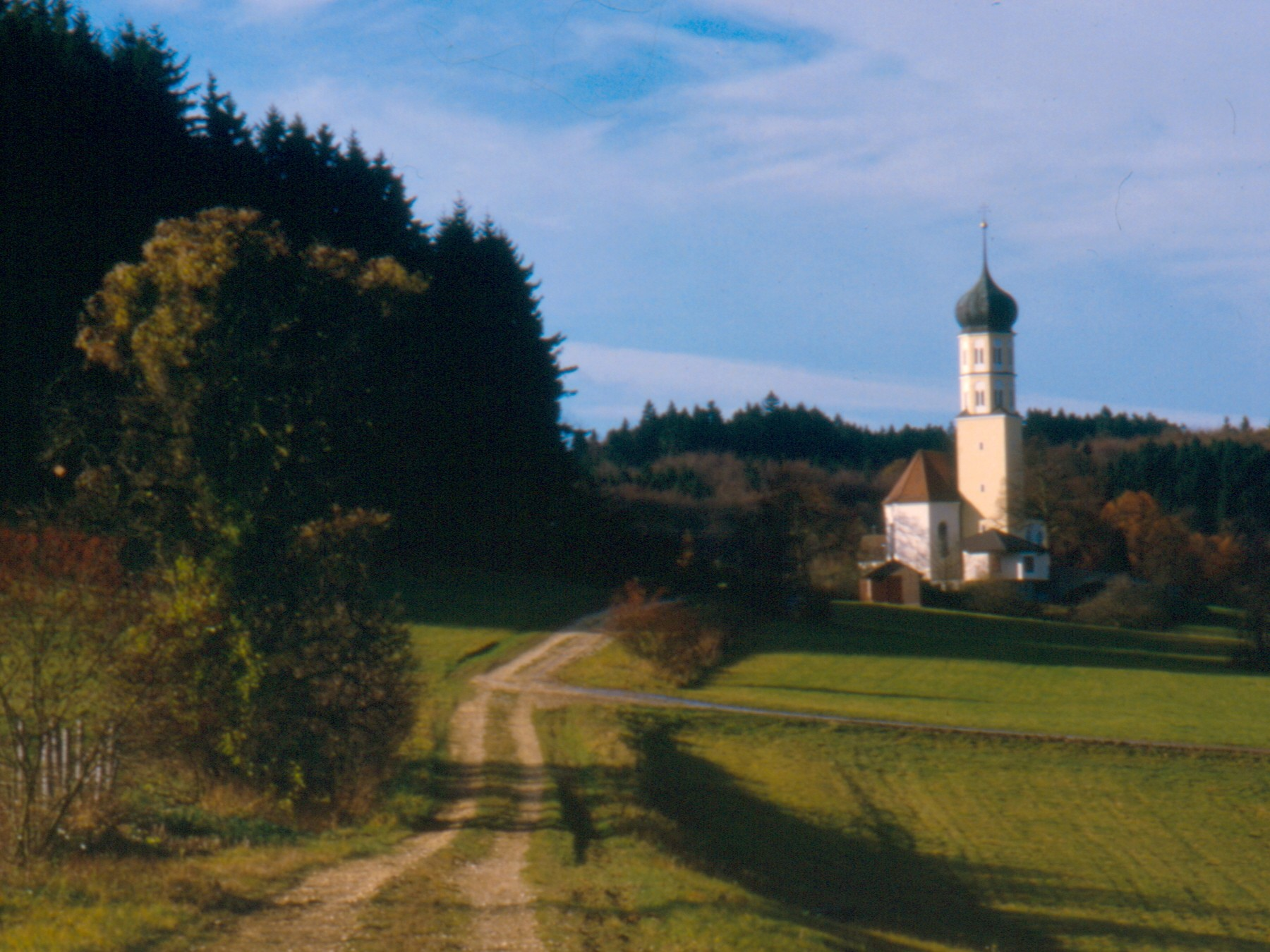
St.-Georgs-Kirche Auernheim von Osten, 1985

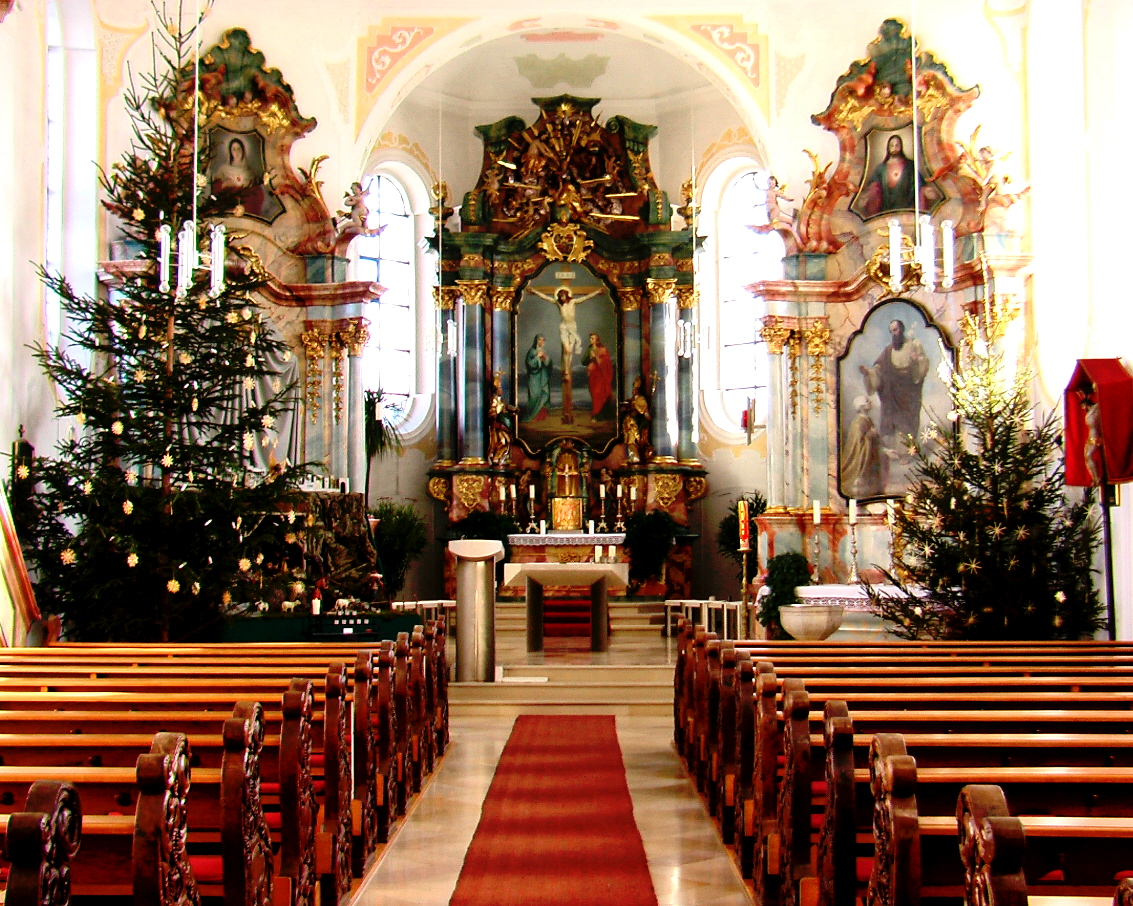
Blick in Richtung Hochaltar, 2007

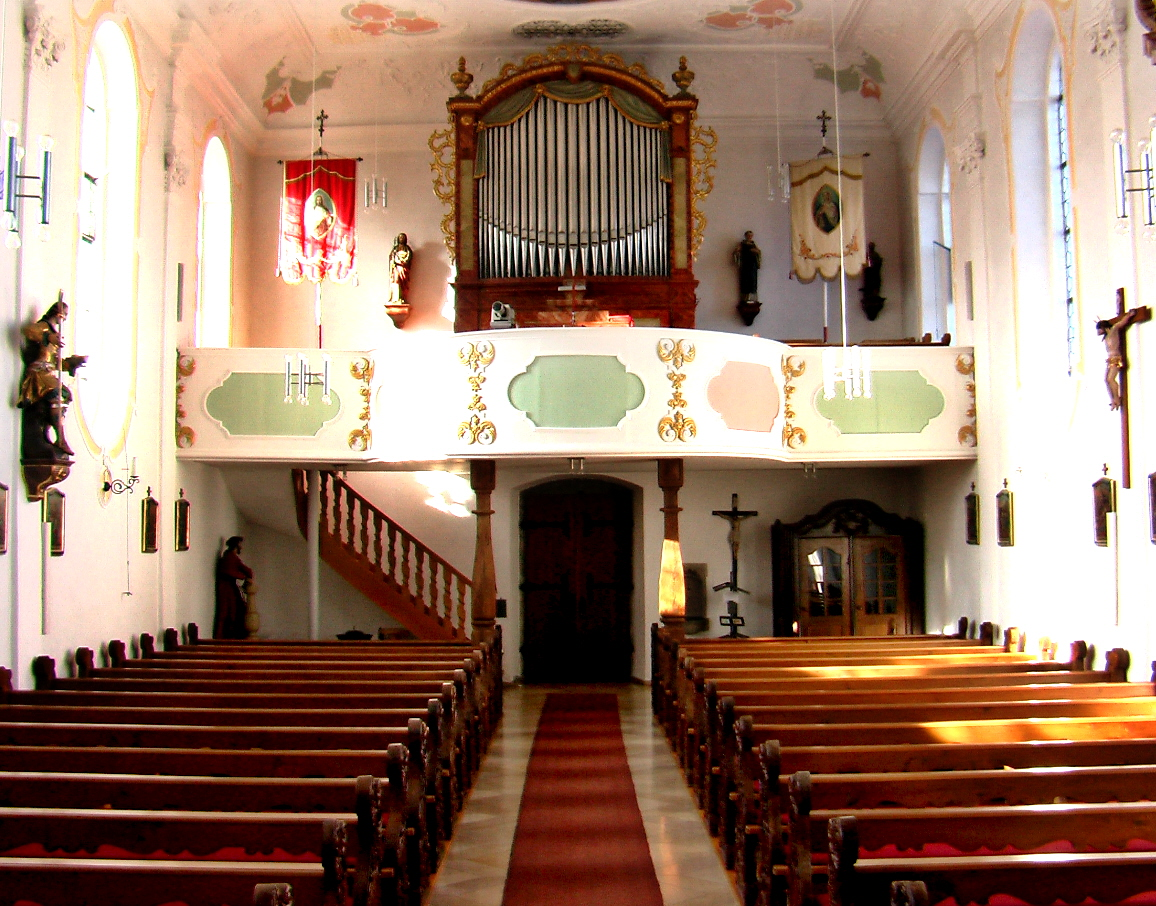
Blick vom Hochaltar, 2007

Die katholische St.-Georgs-Kirche ist das bedeutendste Bauwerk Auernheims (Landkreis Heidenheim, Baden-Württemberg). Das aus dem Jahr 1729 stammende barocke Gotteshaus wurde in den Jahren 1936 und 2001 renoviert. Im Zuge der letzten Erneuerung wurden unter anderem der alte barocke Altar und der Ambo durch zwei neumodische Exemplare ersetzt.

## Lage
St. Georg liegt über Auernheim mit einem weiten Ausblick über das Härtsfeld. Eine Allee mit uralten Rosskastanien und Linden führt, vorbei an den Kriegerdenkmälern des Ersten und Zweiten Weltkrieges, zum Friedhofstor in der alten Kirchenmauer.

Postkarte von St. Georg, 1923

## Geschichte
Über Ellwangen und Oettingen kam das Patronatsrecht 1289 an Neresheim. Im Jahre 1300 wurde die Kirche dann Neresheim inkorporiert. Patron der Kirche ist der heilige Georg. Die heutige Kirche ist den Überlieferungen zufolge wohl die vierte, die in Auernheim gebaut wurde. Wann die erste Kirche gebaut wurde, ist nicht mehr bekannt. Die zweite Kirche soll zwischen 1141 und 1151 unter Abt Ortlieb gebaut worden sein. Für den wohl zweiten Renaissance-Bau malte der Gmünder Maler Christoph Friedel 1619 für 317 fl ein Altarbild, das Krönung Marias darstellte. Dieses Bild wurde so geschätzt, dass zu ihm Wallfahrten von weither unternommen wurden. Da jedoch die Kirche „ruinös“ geworden war, wurde sie 1729 abgebrochen. Am 29. Juli 1729 legte man den Grundstein für den heutigen Barockbau. Der Bau wurde von der damaligen Auernheimer Stiftung bezahlt. Er kostete 5641 fl. Das Eichenholz für den Dachstuhl holte man aus dem der Stiftung gehörenden Heiligenwald. Das berühmte Bild Friedels passte zu dem neuen Kirchenbau nicht mehr und ging verloren.

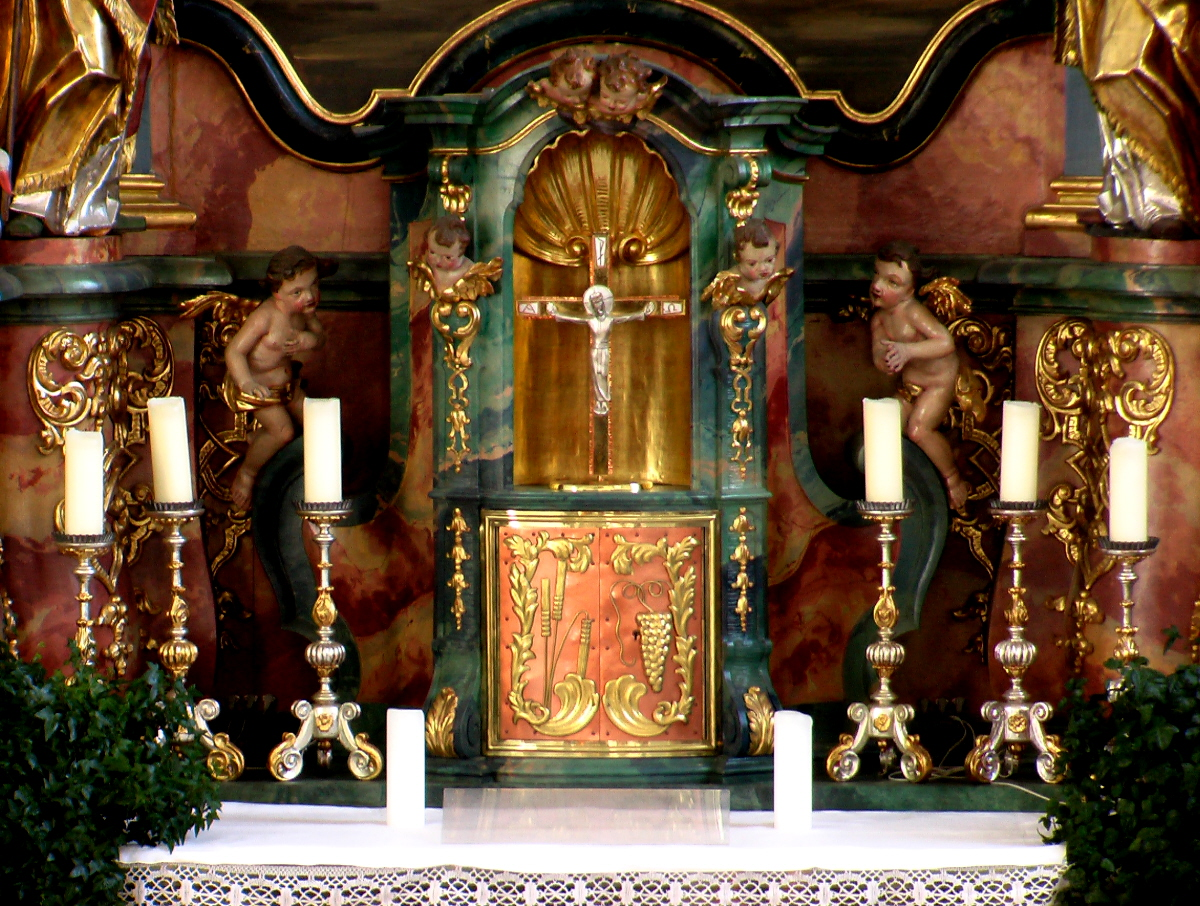
Hochaltar, Tabernakel, 2007

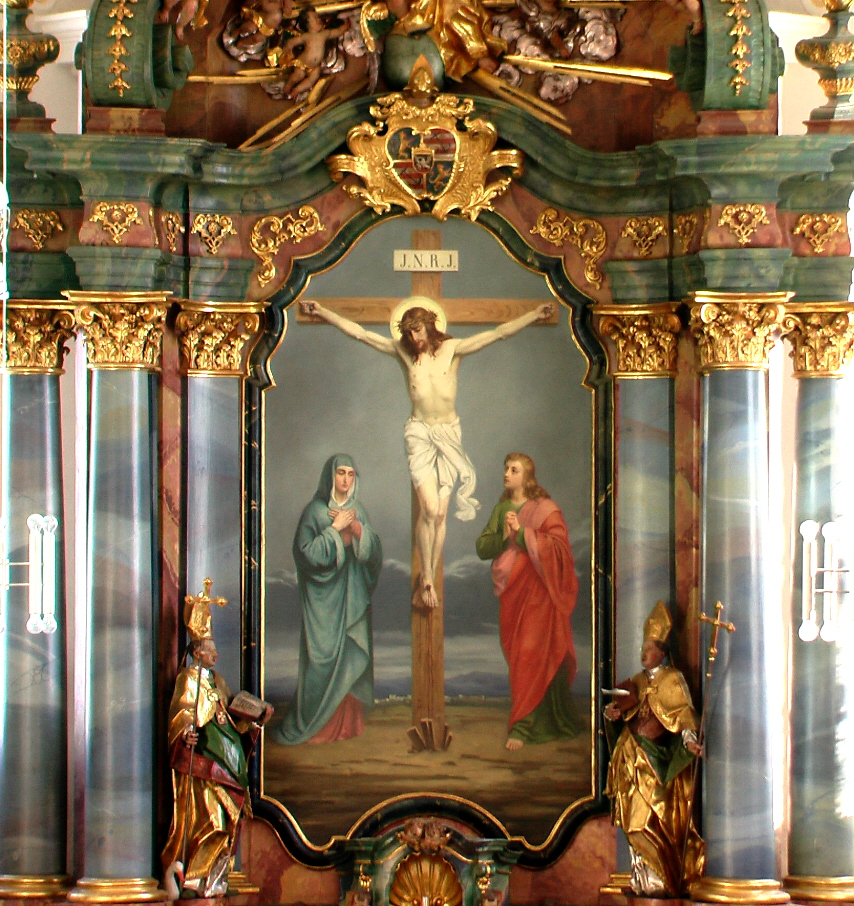
Hochaltar, Gemälde: „Jesus am Kreuz mit Maria und Johannes“, 2007

## Beschreibung
Der barocke Kirchenraum ist hell und geräumig gestaltet. Der Stuck ist bänderartig, nicht überladen, sondern leicht und verspielt. Die Decke ist flach, drei Fresken unterteilen das Schiff, durch einen Triumphbogen getrennt folgt der hohe Chorraum. Die Fresken im Schiff sind grau-blau gehalten und stellen St. Scholastika, St. Georg und St. Benedikt dar (von hinten nach vorne). Ihr Meister (um 1790) ist unbekannt. 1816 malte Pfarrer Reiter in den Chor eine „Anbetung des Lammes“, welche jedoch bei der Renovierung 1936 entfernt und durch die noch heute zu sehende „Auferstehung“ (Kirchenmaler Hammer, Kloster Neresheim) ersetzt wurde.
In der Mitte des Chorbogens prangt das 1798 eingesetzte Wappen des Abtes Michael Dobler, im selben Jahr wurde auch der Orgelchor eingebaut.
Die Wände der Kirche sind durch die hellen Fenster und durch korinthische Pilaster gegliedert. Die Kanzel wird von den vier Evangelisten geziert.

### Ausstattung
Auf der rechten Seite der Kirche (Männerseite) befinden sich auf entsprechenden Podesten die beiden Heiligen St. Wendelin, der Bauernpatron, und St. Sebastian, Patron der Holzhauer. Sie standen zuerst am Choraltar, Pfarrer Reiter stellte sie links und rechts des Chorbogens auf, später fanden sie den heutigen Platz. Sehr beachtenswert ist das Vortragskreuz auf derselben Seite.
Ursprünglich zeigte der Hochaltar St. Georg, die beiden Seitenaltäre die Taufe Jesu und Johann Nepomuk. Bei der Restaurierung 1891 wurden die alten Altarbilder durch neue ersetzt: Am Hochaltar ist nun „Jesus am Kreuz mit Maria und Johannes“ von Maler Kaltenbacher aus München zu sehen. Die beiden Seitenaltäre zeigen Bilder von Maler Gebhard Fugel, ebenfalls aus München: Links „Maria mit dem Jesuskind“ und „Herz Mariä“, rechts „St. Josef mit dem Papst Leo XIII.“.

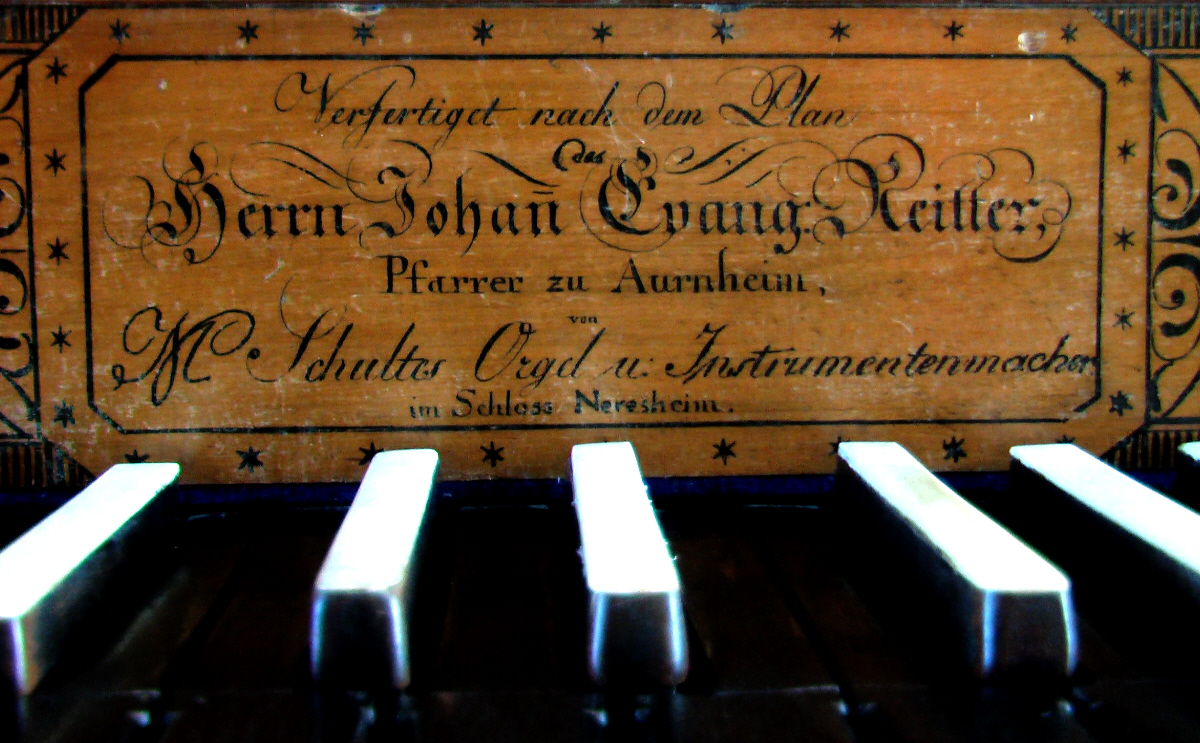
Orgel: Inschrift über Manual

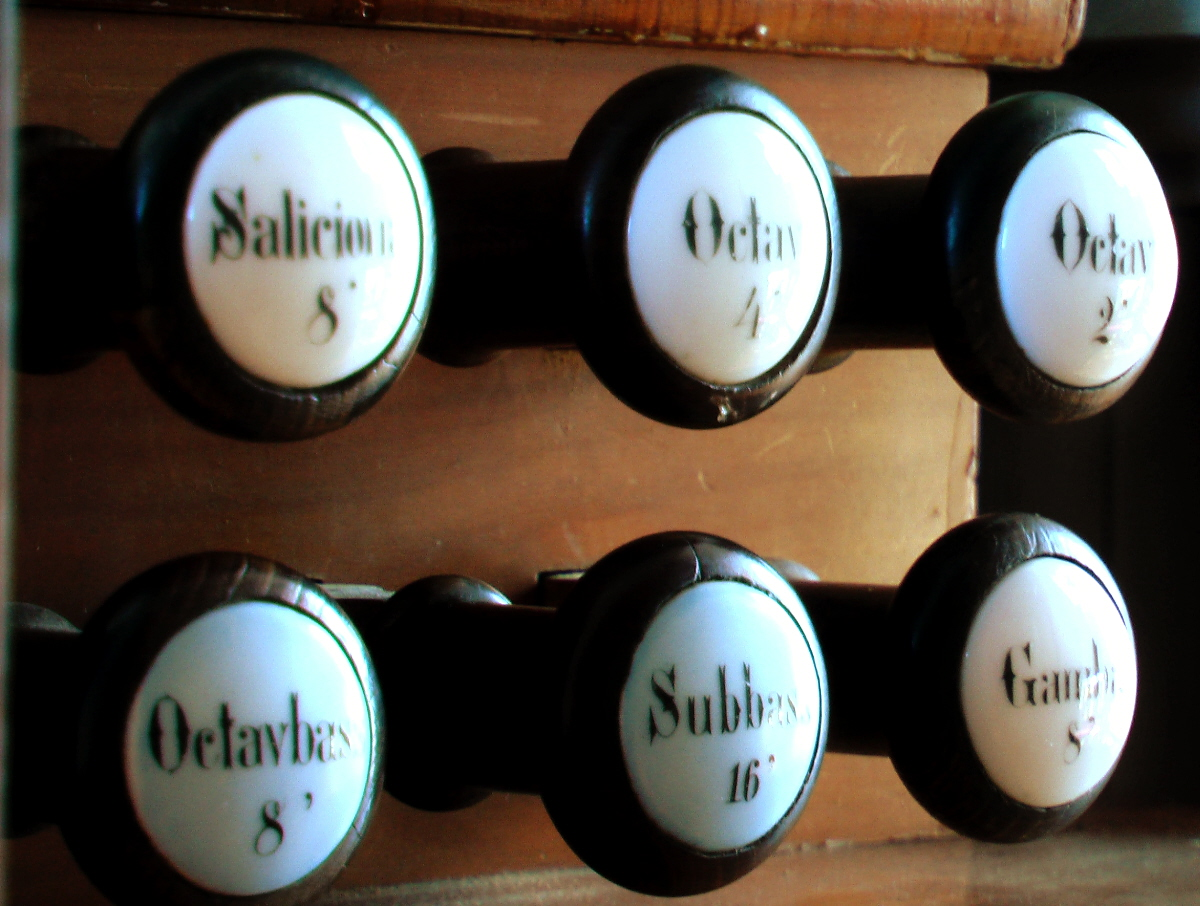
Orgel: Register auf der rechten Seite

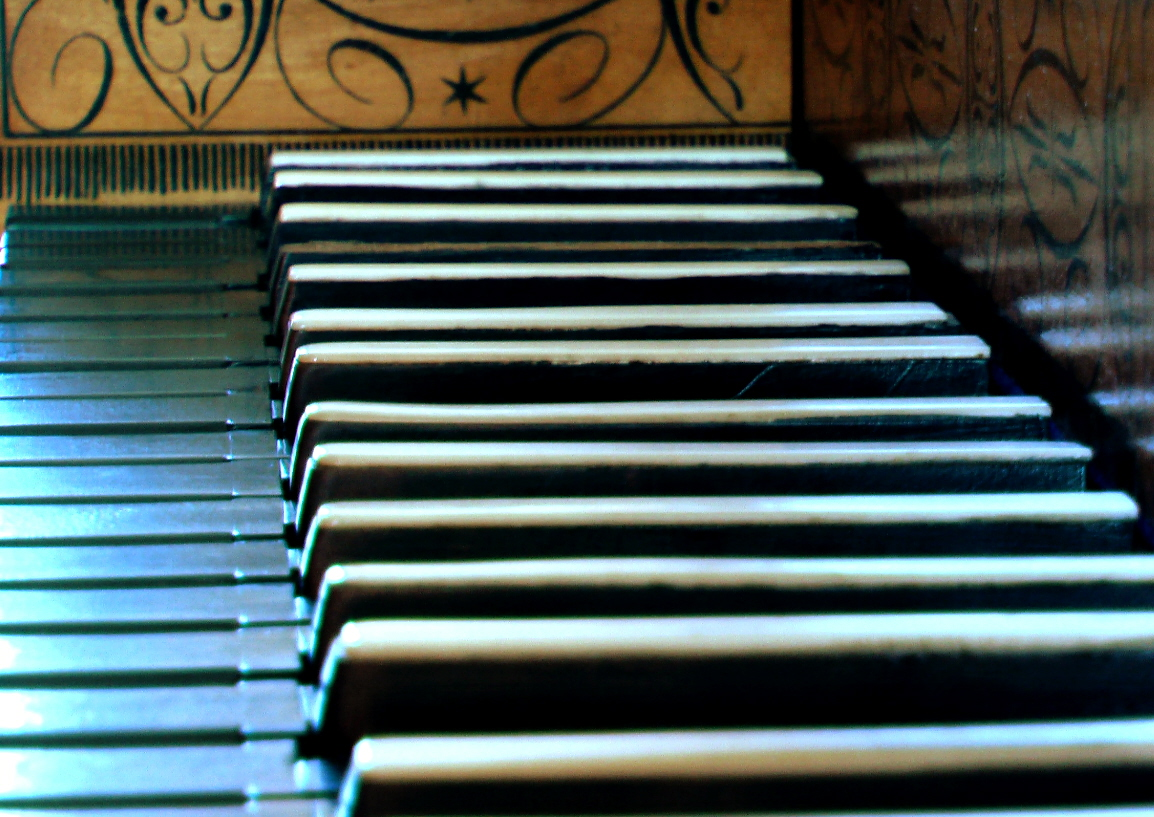
Orgel: Manual

## Denkmalorgel
Die Orgel der St.-Georgs-Kirche wurde im Jahre 1823 nach den Plänen des damaligen Pfarrers Johann Evangelist Reiter von dem Orgel- und Instrumentenmacher Michael Schultes gefertigt. Michael Schultes wohnte zu dieser Zeit im Schloss Neresheim und war ein Schüler des berühmten Orgelbaumeisters Johann Nepomuk Holzhey aus Ottobeuren; er war der Erbauer der Hauptorgel der Abtei Neresheim.
Inschrift über der Tastatur:
„Verfertiget nach den Plänen des Herrn Johann Evangelist Reiter, Pfarrer in Aurnheim, von Schultes, Orgel- und Instrumentenbauer, Schloß Neresheim.“
Die Orgel ist eine sogenannte „Schleifladenorgel“. Die Denkmalorgel hat 13 Register und eine Kopplung, das heißt eine Verbindung von Manual und Pedal. Zehn Register sind für das Manual und drei Bassregister für das Pedal. Der „Choralbass“ wurde 1954 nachträglich eingebaut. Ursprünglich war hier eine Posaune, später ein Cellobass.
Im Orgelgehäuse sind insgesamt 630 Pfeifen untergebracht. Die größte Pfeife ist 2,5 m lang und die kleinste 5 cm. Sechs Register haben Holzpfeifen und sieben sind mit Zinnpfeifen ausgestattet. Die Pfeifen stammen fast alle noch aus dem Jahr 1823, bis das Principal-Register, der sogenannte „Prospekt“, die Pfeifen, die vorne an der Orgel ersichtlich sind. Diese Zinnpfeifen wurden im Kriegsjahr 1915 ausgebaut, eingeschmolzen und das Zinnmaterial wurde für Kriegszwecke verwendet. Nach dem Ersten Weltkrieg, im Jahr 1919, wurden dafür Blechpfeifen angefertigt und eingebaut. Diese Pfeifen, die einen sehr blechernen Ton erzeugten, wurden bei der Orgelrenovierung im Jahr 1954 durch Zinnpfeifen ersetzt und stellten den weichen Klang des Gesamtwerks der Orgelregister wieder her.
Aus der Reiter-Chronik geht hervor, dass es in Auernheim bereits vor 180 Jahren einen Kirchenchor gab:
„Zur Aufmunterung der Kirchensänger wurde am Abend im Pfarrhaus ein kleines Randevous gegeben. Auch dikretierte der Stiftungsrath auf mein (Pfarrer Reiter) Ansuchen, daß die Kirchensängerinnen inskünftige statt nur 30 xr. (Kreuzer) per Jahr 5 fl. (Gulden) und 30 Kreuzer (xr.) erhalten sollten, welches auch von höchster Stelle genehmigt wurde.“

## Pfarrer
| - 1599 Urbanus Cast - 1599–1610 unbekannter Benediktiner des Klosters Neresheim - 1610–1616 Michael Baumann - 1616–1619 Christophorus Mösch - 1619–1625 Georgius Glonig - 1625–1626 Erasmus Faber - 1626–1634 Joannes Jacobus Göring - 1634 Wolfgangus Murr - 1634–1654 Benedictus Liebhardt - 1654–1664 Erasmus Faber - 1664–1672 Johannes Bihler - 1672–1675 Johannes Hoch - 1675–1676 Kaspar Ortlieb - 1676–1678 Michael Bästin - 1678–1679 Maurus Mair - 1679–1682 Benedict Katzmair - 1682–1683 Bernhard Weinhart - 1683–1690 Romanus Kienle - 1690–1697 Bernhard Weinhart - 1697–1699 Ildephonsus - 1699–1701 Celestinus Brenner | - 1701–1703 Ildephonsus - 1703–1736 Anton Riß - 1736–1750 Augustin Hafner - 1750–1765 Johann Baptist Schwager - 1765–1766 Franz Joseph Unold - 1766–1774 Andreas Antonius Heberle - 1774–1776 Johann Eucharius Koch - 1777–1796 Franz Xaver von Söklern - 1796–1807 Johannes Nepomuk Dempf - 1807–1835 Johann Evangelist Reiter - 1836–1882 Oswald Bertsch - 1882–1892 Schwenk - 1892–1912 Johann Georg Waldraff - 1913–1919 Anselm Pflug - 1920–1926 Josef Balluff - 1926–1958 Wilhelm Luigart - 1959–1969 Linus Arnold - 1969–1994 Peter Butsch - 1994–2006 Klaus Braden - seit 2007 Bernd Hensinger |

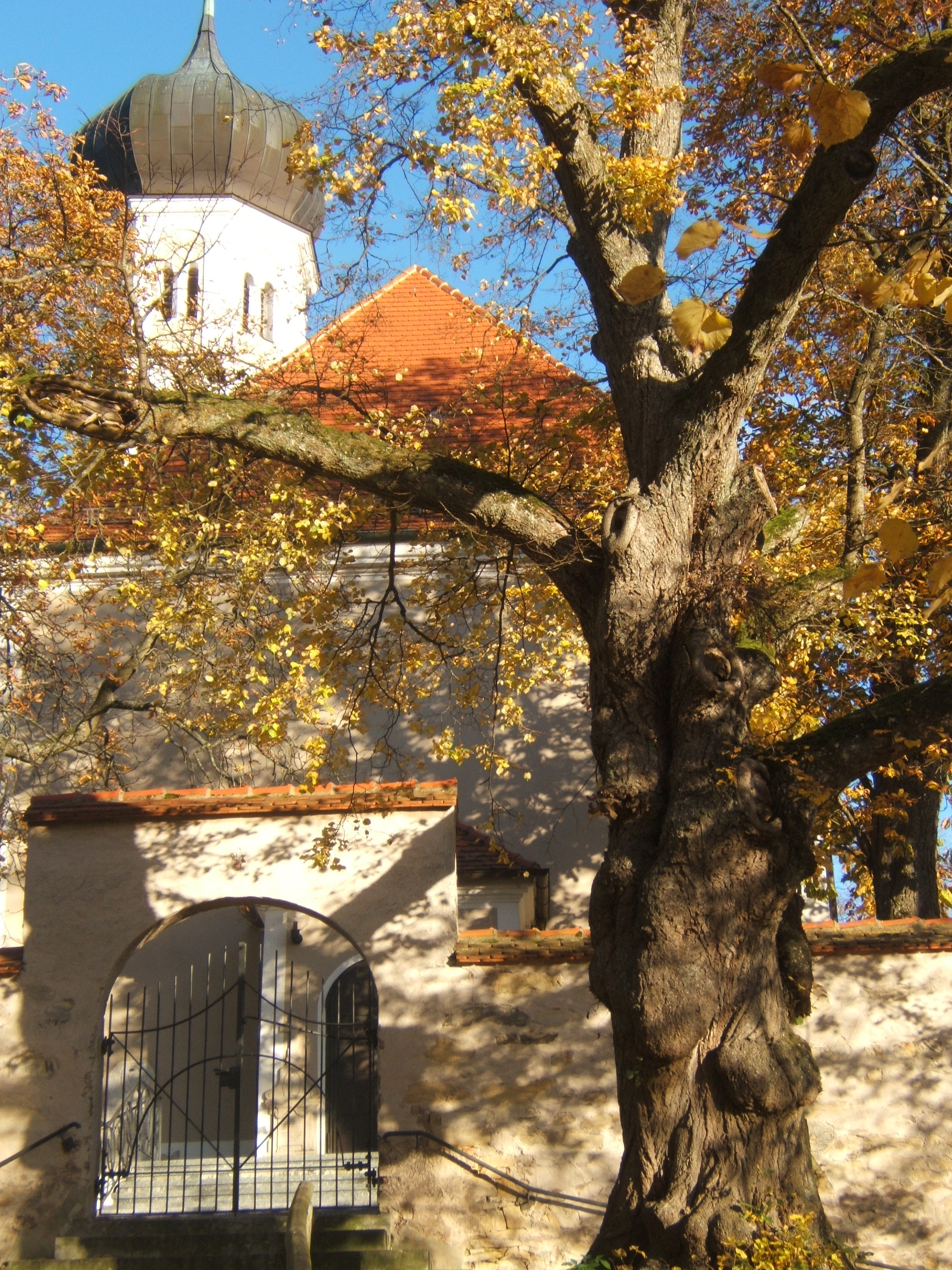
St.-Georgs-Kirche, Herbst 2006
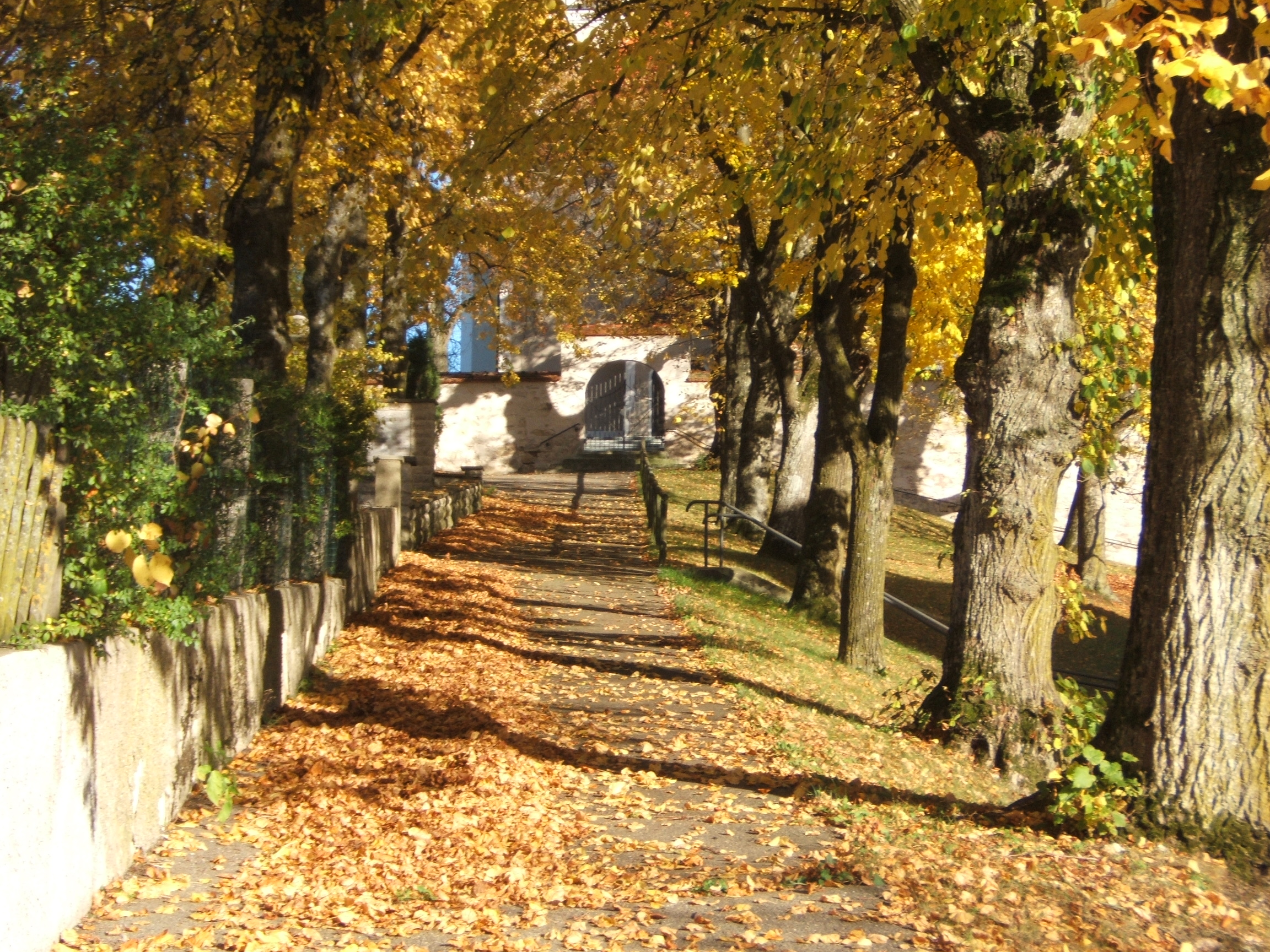
Herbstliche Allée zur St.-Georgs-Kirche, 2006
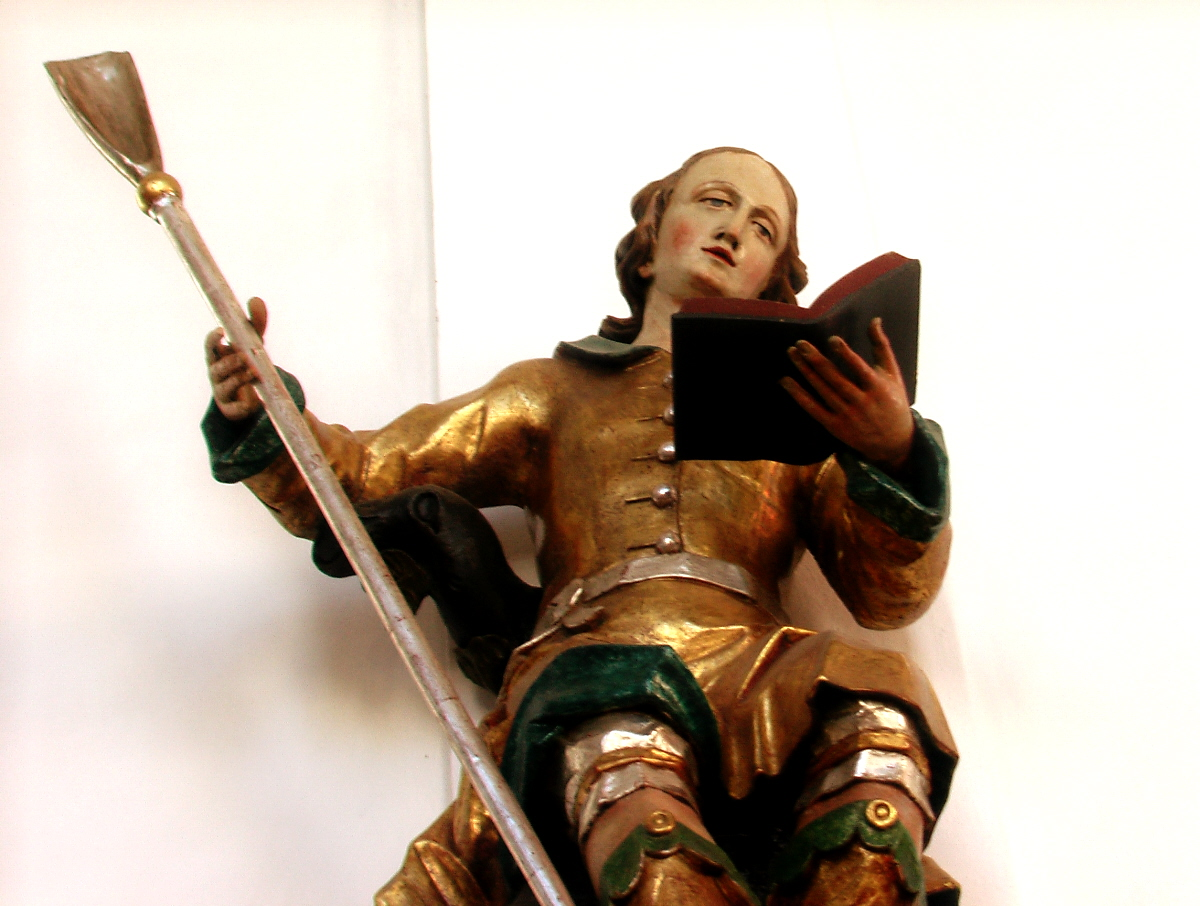
St. Wendelin
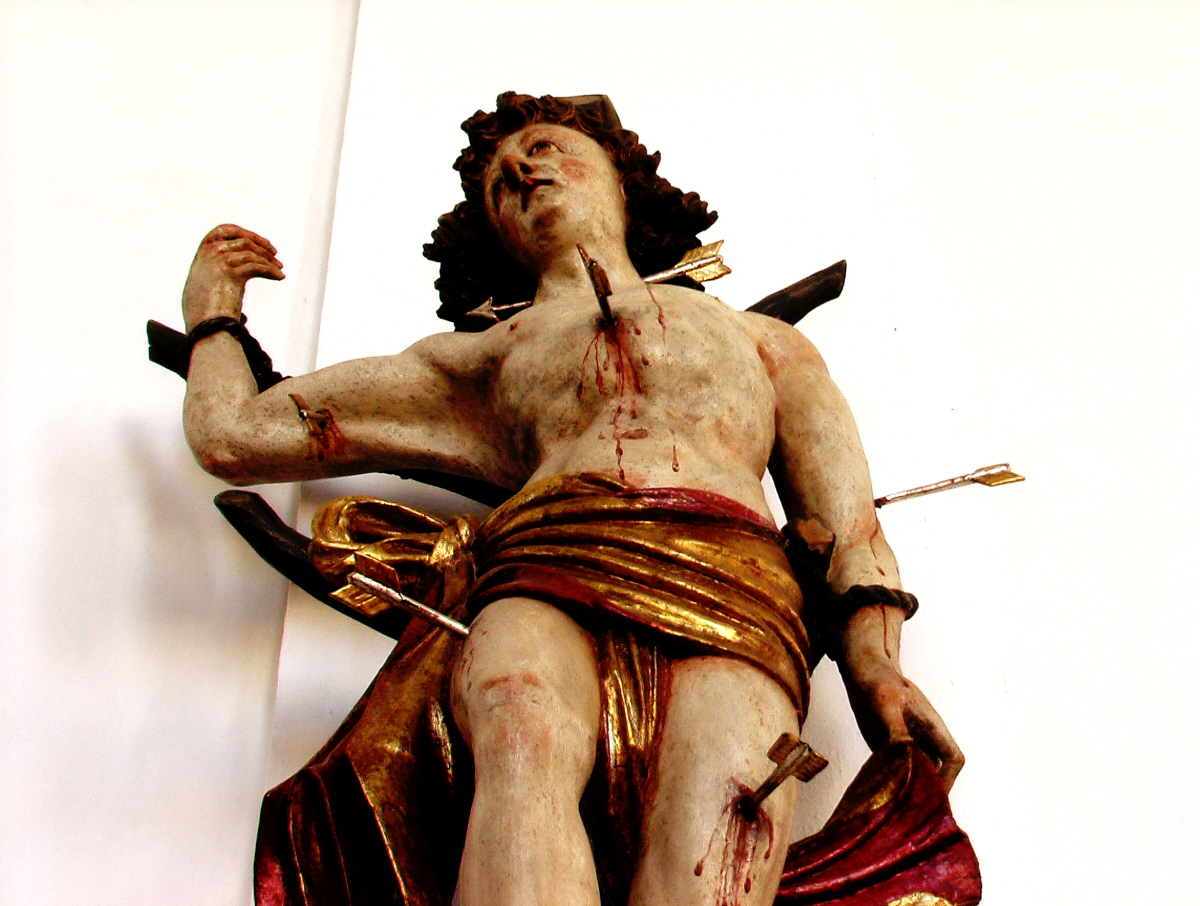
St. Sebastian
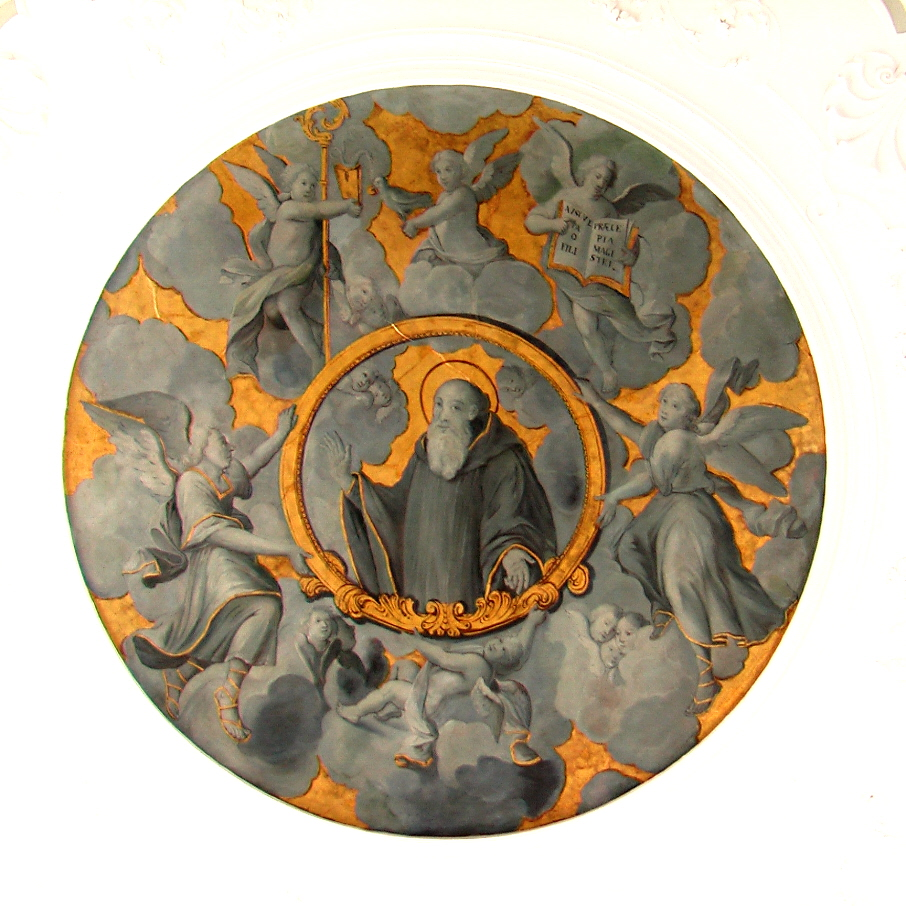
Benedikt von Nursia
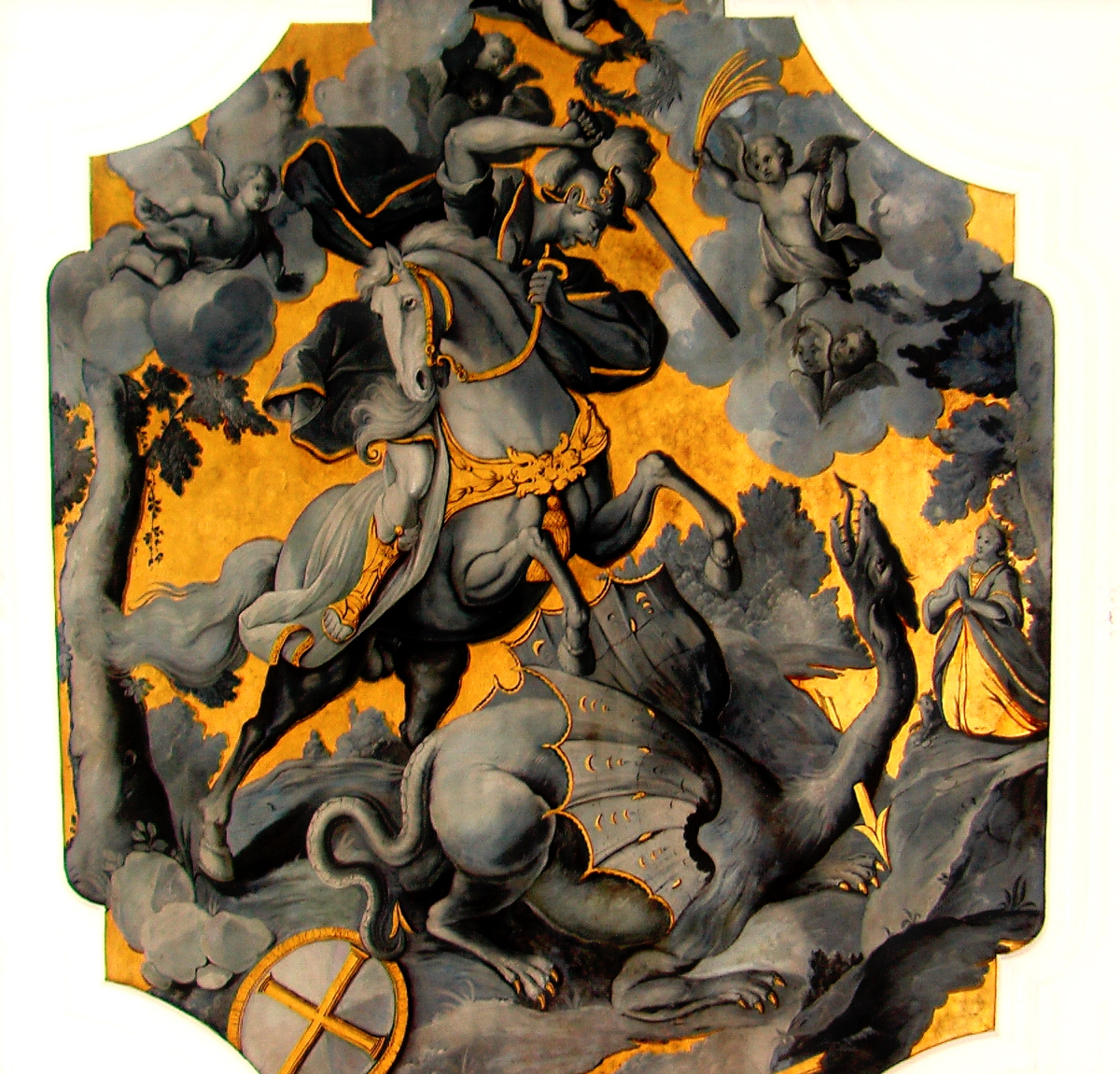
Der Namenspatron St. Georg im Kampf mit dem Drachen